# Uranus et ses lunes dans la fiction

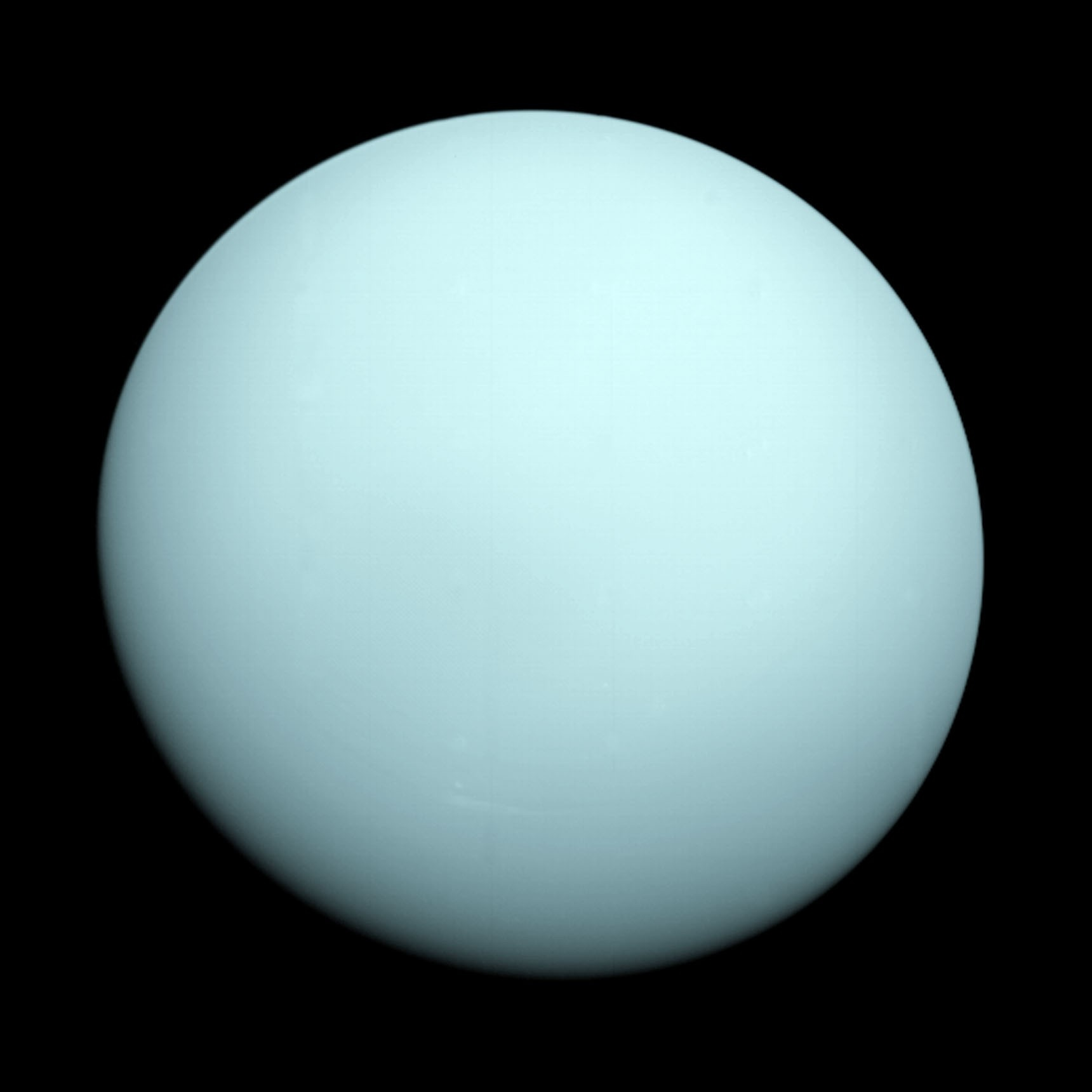
Uranus photographié par Voyager 2.

La planète Uranus est apparue dans diverses formes de fiction : 

## Littérature
- Un auteur anonyme écrivant en tant que M. Vivenair publie A Journey Lately Performed Through the Air in an Aerostatic Globe, Commonly Called an Air Balloon, From This Terraquaeous Globe to the Newly Discovered Planet, Georgium Sidus — un des anciens noms d'Uranus — en 1784.
- Dans la série Buck Rogers (1928 – ), Uranus est décrite comme ayant des systèmes écologiques fermés et des robots.
- Dans l'histoire de Stanley G. Weinbaum de 1935 The Planet of Doubt (en), le pôle Nord d'Uranus est enveloppé d'un brouillard perpétuel.
- Clouds over Uranus de RR Winterbotham a été publié par Astounding en mars 1937.
- Dans The Insects from Shaggai (1964) de Ramsey Campbell, une histoire du Mythe de Scthulhu, Uranus est connue sous le nom de L'gy'hx et est habitée par des créatures cubiques métalliques à plusieurs pattes qui adorent Lrogg, un avatar de Nyarlathotep.
- La nouvelle de 1962 de Fritz Leiber Snowbank Orbit présente trois vaisseaux terrestres fuyant les envahisseurs interstellaires et tentant une manœuvre désespérée de freinage aérodynamique dans l'atmosphère d'Uranus.
- Les romans n°5 ( Vorstoß zum Uranus, 1972) et n°22 ( Raumposition Oberon, 1982) de la série de livres de Mark Brandis SF se déroulent sur et autour d'Uranus.
- Dans le roman de Larry Niven, A World Out of Time (en) (1976), Uranus est équipée d'un moteur de fusion massif et utilisée pour déplacer doucement la Terre vers l'extérieur d'un Soleil artificiellement amplifié à cause d'une guerre civile entre la Terre et ses colonies.
- Uranus fait partie de la série de romans graphiques pour enfants Le Capitaine Slip.
- La nouvelle de Geoffrey A. Landis Into the Blue Abyss, extraite de son recueil Impact Parameter and other Quantum Fictions (2001) discute d'une expédition vers Uranus à la recherche de la vie.
- Dans Zombie Bums from Uranus (en) (2003) d' Andy Griffiths, il est indiqué qu'une part de zombies provient d'Uranus.
- Dans Larklight (2006) de Philip Reeve, Uranus s'appelle Georgium Sidus.
- Éclat uranien (2015), de Robert Gibson, montre une civilisation uranienne et des nouvelles se déroulant à différentes étapes de son histoire.

## Cinéma et télévision
- Dans le film de 1962 Objectif septième planète (Journey to the Seventh Planet), des astronautes rencontrent  sur Uranus une étrange intelligence qui projette les illusions d'une belle femme[1].
- Dans Cosmos 1999, l'épisode Death's Other Dominion montre l'équipage de Moonbase Alpha découvrant une colonie d'humains bloqués sur une planète gelée.
- Dans la série Doctor Who, l'épisode The Daleks 'Master Plan montre Uranus comme étant le seul endroit de l'univers où le minéral taranium peut être acquis.
- Dans l'épisode The Dark Planet de Space Patrol (1962), le professeur Heggerty et sa fille Cassiopeia sont déconcertés par un échantillon de plante d'Uranus avec un esprit qui lui est propre.
- Dans la série de Nickelodeon des années 1990, Space Cases (en), le personnage de Bova, joué par Rahi Azizi, est d'Uranus. Il se distingue des autres personnages de la série car une antenne pousse de son front.
- Dans Futurama, il est mentionné qu'à l'avenir, les scientifiques ont renommé Uranus « pour mettre fin une fois pour toutes à cette stupide blague », l'appelant ainsi « Urectum ».

## Comics et anime
- Dans Planet Comics (en), Char Aznable se rend sur Uranus et trouve une race d'hommes de glace.
- Dans DC One Million de Grant Morrison (1998), chaque planète du système solaire est supervisée par un membre des futurs descendants de la Justice League. Uranus est supervisé par le Starman du 853ème siècle depuis sa citadelle flottante, après avoir remplacé Green Lantern
- Les Eternels, une race fictive de surhommes dans le Marvel Comics univers, avaient une colonie sur Uranus. La plupart ont quitté Uranus et sont allés à Saturne, tandis que ceux qui sont restés ont finalement été anéantis par des catastrophes naturelles.
- Dans All-Star Comics # 13, la JSA est gazée par les nazis et envoyée en fusée sur différentes planètes. Sandman se dirige vers Uranus, une planète si froide que les cerveaux de la population sont logés dans des corps de cristal.
- Dans un comic de Superman, les habitants d'Uranus sont en fait de petits robots mécaniques. Leur civilisation est assez avancée et ils peuvent visiter le Système solaire dans des vaisseaux spatiaux circulaires .

- Dans la série animée et manga Sailor Moon, l'un des Sailor Guardians s'appelle Sailor Uranus (Haruka Tenoh sous forme civile). Ses pouvoirs sont liés au ciel et au vent.

## Jeux vidéo
- Dans le jeu de rôle Transhuman Space, la Chine commence la récolte préliminaire d'hélium-3 de l'atmosphère d'Uranus pour rivaliser avec la récolte d'hélium-3 américaine sur Saturne.
- Dans le jeu vidéo Mass Effect, la Human Systems Alliance mine Uranus pour obtenir de l'hélium-3. Dans la suite, Mass Effect 2, le joueur peut lancer une sonde sur la planète pour extraire des ressources.

## Les lunes d'Uranus dans la fiction

### Ariel
- Dead Men Walking de Paul McAuley (2007) présente l'histoire d'un assassin androïde sur Ariel, qui abrite des villes, une colonie pénitentiaire et une prison.
- Dans First Contact? (en) (1971) de Hugh Walters, deux vaisseaux spatiaux sont envoyés pour enquêter sur des signaux radio extraterrestres émanant d'Ariel.

### Titania
- Mars la bleue de Kim Stanley Robinson (1997) contient une description d'une colonie sur Titania, où les humains se sont adaptés aux faibles niveaux de gravité et de lumière.
- Dans le jeu vidéo Earth 2160, la dynastie eurasienne (ED) avait une prison militaire sur Titania, jusqu'à ce qu'elle soit détruite par des forces LC.
- Dans la chanson de Pink Floyd Astronomy Domine (1967), Titania est mentionnée.

### Miranda
- Le roman de G. David Nordley Into the Miranda Rift, dans Analog Science Fiction, se déroule sur Miranda.
- Dans le jeu vidéo Descent, le niveau 18 se déroule dans une mine sur Miranda.
- Dans les romans de Rob Grant (en) et Doug Naylor inspirés de leur sitcom Red Dwarf, Miranda est le site d'un grand port spatial encombré.
- Dans Mars la bleue de Kim Stanley Robinson (1997), deux personnages visitent Miranda, qui est préservée par les colons du système uranien comme un désert primitif.
- Dans la chanson de Pink Floyd Astronomy Domine (1967), Miranda est mentionnée.
- Dans la série manga et anime Sailor Moon de Naoko Takeuchi, les Sailor Guardians se révèlent avoir un château nommé d'après une lune de la planète gardienne; Sailor Uranus est le château de Miranda.

### Obéron
- Dans Treasure on Thunder Moon (1942) d'Edmond Hamilton, Obéron est un monde volcanique.
- Trois niveaux du jeu vidéo Descent se déroulent dans les mines d'Obéron.
- Dans le roman Oberon de Paolo Aresi, il y a une base russe secrète sur Obéron.
- Dans le roman russe Lunar Rainbow de 1978, écrit par SI Pavlov, les astronautes d'Obéron sont infectés par une étrange maladie qui leur donne des pouvoirs surnaturels[2].
- Dans le jeu de stratégie en temps réel sur PC Earth 2160, le navire d'évacuation UCS Phoenix est caché en orbite autour d'Obéron.
- Dans l'épisode de la série télévisée Starhunter Cell Game (2000), une prison à sécurité maximale a été établie sous la surface d'Obéron.
- L'épisode de Doctor Who Revelation of the Daleks présente un ordre de chevaliers appelé le Grand Ordre d'Obéron.
- Dans la chanson de Pink Floyd Astronomy Domine (1967), Obéron est mentionné.

### Umbriel
- Dans la nouvelle de Donald A. Wollheim Umbriel (1936), Umbriel est en réalité un animal mort gigantesque venu mourir en orbite autour d'Uranus.
- Dans une histoire du lieutenant Jon Jarl dans Captain Marvel Adventures # 113, Umbriel est devenu une nouvelle version de l'Old West.